# 興津丸
興津丸（おきつまる）は日本郵船の貨物船。姉妹船は尾上丸、乾洋丸、西阿丸、南阿丸で、川南工業香焼島造船所製の東亜丸はほぼ同型。
文中、トン数表示のみの船舶は日本郵船の船舶である。

## 船歴
興津丸は播磨造船所で建造番号260番船として建造。1938年（昭和13年）8月25日に起工し、1939年（昭和14年）8月9日に進水。同年10月15日に竣工した。
元は鏑木汽船向けに建造されていた船であったが、カルカッタ線に就航していた船が老齢となっていた日本郵船が尾上丸（6,667トン）とともに510万円で譲り受けた。その代わりとして豊岡丸（7,375トン）と常磐丸（7,262トン）が鏑木汽船に譲渡されている。
竣工後はさっそく航路に投入され、10月22日に横浜からカルカッタへ向けて処女航海に出発した。
1941年（昭和16年）9月5日、海軍が徴傭。20日、呉鎮守府所管の特設運送船（雑用船）となり、連合艦隊所属となった。
1942年（昭和17年）2月1日、バリクパパンで空襲を受け小破。同月下旬、洛東丸（東亜海運、2,962トン）、臺東丸（大阪商船、4,467トン）、とよさか丸（浜根汽船、1,996トン）、第三日の丸（日の丸汽船、4,389トン）とともに第二次バリ島輸送作戦に参加。輸送部隊は23日にマカッサルより出撃して25日に泊地に入り、以後揚搭を行った。その間の24日に興津丸は被雷したが不発であった。
1943年（昭和18年）5月から6月にかけ、被雷損傷した給油艦石廊をクェゼリンから呉まで曳航。7月24日、興津丸は千早丸（拿捕船/海軍運航、7,087トン/元蘭船チサロア）と共に第4723船団を編制。駆逐艦夕霧の護衛を受けてトラックを出港し、8月1日に横須賀に到着。21日、山福丸（山下汽船、4,929トン）と共に第3821甲船団を編制。海防艦六連の護衛を受けて横須賀を出港し、30日にトラックに到着。9月14日、萬光丸（4,471トン）と共に第1143船団を編制。特設砲艦第二号長江丸（東亜海運、2,625トン）他の護衛を受けてトラックを出港し、19日にラバウルに到着。27日、特務艦宗谷、辰浦丸（辰馬汽船、6,420トン）、特設運送船(給糧船)拓南丸（台湾海運、751トン）と共に第2274船団を編制。第十二号駆潜艇、第三十号駆潜艇の護衛を受けてラバウルを出港し、10月2日にトラックに到着。
9日、天南丸（日本製鐵、5,407トン）と共に第1092船団を編制。第三十号駆潜艇の護衛を受けてトラックを出港し、13日にラバウルに到着。25日、ラバウル港外で空襲を受け小破した。同日、特設運送船衣笠丸（大阪商船、8,407トン）と共に第2252船団を編制。水雷艇鵯の護衛を受けてラバウルを出港し、29日にトラックに到着。
1944年（昭和19年）1月3日、トラック出港。翌日モートロックに着き、ブラウン島へ運ぶ設営隊518人を乗せ、機材などを積み込んだ。興津丸によりブラウン島へ向かおうとしたのは第二百二十一設営隊であった。その後トラックへ戻り、そこでも追加で人員を乗せ、荷物を積んだ。それにより、便乗者は604人となった。1月24日17時、興津丸は日豊丸（三菱汽船、3,763トン）と共に日豊丸船団を編制しトラックを出港。駆逐艦涼風と第三十三号駆潜艇に護衛されてブラウン島へ向かった。25日23時5分、涼風が被雷沈没。続いて26日3時5分に興津丸も被雷した。魚雷は四番艙右舷前方に命中し、3時35分に退船命令が出され、3時45分に興津丸は沈没した。乗員は船長以下7名が、便乗者は169名が行方不明となった。
興津丸と涼風を沈めたのはアメリカ潜水艦スキップジャックである。

## 監督官等
監督官
1. 吉田繼輔 大佐：1941年9月20日[20] - 1942年6月25日
2. 淸水柳太郎 大佐：1942年6月25日[21] - 1943年5月25日

指揮官
1. 淸水柳太郎 大佐：1943年5月25日 - 1943年10月1日[22]